# Edson Felipe da Cruz
Edson Felipe da Cruz (Touros, 1 de julho de 1991) é um futebolista brasileiro que atua como volante. Atualmente joga no Botafogo-SP.

## Carreira

### ABC
Em 2009, aos 17 anos, Edson começou nas categorias de base do ABC. Em 2010, foi emprestado a equipe Sub-20 do Atlético Mineiro, sendo utilizado como lateral-direito.
Sem espaço na equipe potiguar, foi emprestado para a equipe B do Grêmio, onde novamente foi utilizado como lateral-direito.
Em 2013, aos poucos foi conquistando o seu lugar na equipe principal do ABC. Com boas atuações e marcando gols, o volante ajudou na campanha que ajudou a tirar o seu time da zona de rebaixamento da Série B e na permanência do ABC na Série B de 2014, após 22 rodadas na lanterna.

### São Bernardo
No final de 2013, rescindiu seu contrato com o ABC e assinou com o São Bernardo para a disputa do Campeonato Paulista de 2014. Marcou seu primeiro gol na vitória por 3–1 diante do Linense.

### Fluminense
Após fazer um bom Campeonato Paulista, Edson foi anunciado pelo Fluminense no dia 25 de abril de 2014, assinando contrato por empréstimo até maio de 2015. O volante estreou pelo Flu contra o América-RN, numa vitória de 3–0 na Arena das Dunas. Com muita raça, ótima marcação e qualidade com a bola nos pés, havia caído nas graças da torcida tricolor.
No meio do Campeonato Brasileiro de 2015, no entanto, após a chegada do treinador Eduardo Baptista, Edson foi afastado do time, deixando de figurar até mesmo no banco de reservas da equipe. Nenhuma explicação oficial foi dada à torcida.
Já no dia 26 de julho, o Fluminense exerceu o direito de compra de 40% do passe do volante por 1 milhão e 200 mil, totalizando ao clube 50% dos direitos econômicos, com Edson assinando um contrato de três anos. Mesmo assim, o volante esteve perto de sair para o Corinthians em duas oportunidades, como o próprio jogador revelou.
Com a chegada de Enderson Moreira ao posto de técnico, tornou-se titular absoluto da equipe. Ao contrário do que aconteceu após a chegada de Eduardo Baptista, que o tirou do time, colocando Cícero em sua posição.

### Bahia
No dia 9 de janeiro de 2017, foi anunciado como novo reforço do Bahia.

### Retorno ao Atlético Goianiense
Após uma passagem pelo Al-Qadsiah, da Arábia Saudita, teve o seu retorno confirmado pelo Atlético Goianiense em 17 de dezembro de 2021. Edson foi a segunda contratação anunciada para a temporada 2022. No dia 2 de abril, após a goleada por 4 a 1 sobre o Goiás, o volante sagrou-se campeão do Campeonato Goiano.

## Títulos
ABC
- Taça Ecohouse: 2013

Fluminense
- Primeira Liga: 2016

Bahia
- Copa do Nordeste: 2017
- Campeonato Baiano: 2018

Atlético Goianiense
- Campeonato Goiano: 2022

### Prêmios individuais
- Seleção da Copa do Nordeste de 2017